# 納爾遜島 (阿拉斯加州)
納爾遜島（英語：Nelson Island），是美國的島嶼，位於阿拉斯加大陸西南面的白令海，由阿拉斯加州負責管轄。納爾遜島是美國第十五大島嶼，長68公里、寬56公里，面積2,183平方公里，最高點海拔高度453米，2010年人口1,197。

## 歷史
納爾遜島在1878年由博物學家愛德華·納爾遜命名，並至此之後美國開始對此島展開控制。
現今納爾遜島上有四個聚落。